# Bommarito Automotive Group 500

Diagrama de vías del Gateway Motorsports Park, Madison, Illinois

La Bommarito Automotive Group 500 es la carrera de la IndyCar Series en World Wide Technology Raceway, Madison, Illinois. Se disputó por primera vez en 1997 bajo el nombre de Motorola 300 como parte de la CART World Series. En 2001, pasó a la Indy Racing League (actual IndyCar) como Gateway Indy 250, donde luego de tres ediciones desapareció del calendario hasta 2017.

## Resultados
| Año               | Fecha             | Piloto             | Equipo                         | Chasis            | Motor             | Distancia de carrera | Distancia de carrera | Tiempo de carrera | Velocidad promedio (mph) |
| Año               | Fecha             | Piloto             | Equipo                         | Chasis            | Motor             | Vueltas              | Millas (km)          | Tiempo de carrera | Velocidad promedio (mph) |
| CART World Series | CART World Series | CART World Series  | CART World Series              | CART World Series | CART World Series | CART World Series    | CART World Series    | CART World Series | CART World Series        |
| ----------------- | ----------------- | ------------------ | ------------------------------ | ----------------- | ----------------- | -------------------- | -------------------- | ----------------- | ------------------------ |
| 1997              | 24 de mayo        | Paul Tracy         | Penske Racing                  | Penske            | Mercedes-Benz     | 236                  | 299.72 (482.249)     | 2:37:54           | 113.884                  |
| 1998              | 23 de mayo        | Alex Zanardi       | Chip Ganassi Racing            | Reynard           | Honda             | 236                  | 299.72 (482.249)     | 2:23:02           | 125.725                  |
| 1999              | 29 de mayo        | Michael Andretti   | Newman/Haas Racing             | Swift             | Ford-Cosworth     | 236                  | 299.72 (482.249)     | 2:25:35           | 123.513                  |
| 2000              | 17 de septiembre  | Juan Pablo Montoya | Chip Ganassi Racing            | Lola              | Toyota            | 236                  | 299.72 (482.249)     | 1:55:38           | 155.519                  |
| IndyCar Series    |                   |                    |                                |                   |                   |                      |                      |                   |                          |
| 2001              | 26 de agosto      | Al Unser Jr.       | Galles Racing                  | G-Force           | Oldsmobile        | 200                  | 250 (402.336)        | 1:49:59           | 133.379                  |
| 2002              | 25 de agosto      | Gil de Ferran      | Penske Racing                  | Dallara           | Chevrolet         | 200                  | 250 (402.336)        | 1:44:23           | 143.711                  |
| 2003              | 10 de agosto      | Hélio Castroneves  | Penske Racing                  | Dallara           | Toyota            | 200                  | 250 (402.336)        | 1:50:53           | 135.286                  |
| 2004 - 2016       | No se disputó     | No se disputó      | No se disputó                  | No se disputó     | No se disputó     | No se disputó        | No se disputó        | No se disputó     | No se disputó            |
| 2017              | 26 de agosto      | Josef Newgarden    | Team Penske                    | Dallara           | Chevrolet         | 248                  | 310 (498.897)        | 2:13:22           | 139.465                  |
| 2018              | 25 de agosto      | Will Power         | Team Penske                    | Dallara           | Chevrolet         | 248                  | 310 (498.897)        | 1:59:30           | 155.644                  |
| 2019              | 24 de agosto      | Takuma Satō        | Rahal Letterman Lanigan Racing | Dallara           | Honda             | 248                  | 310 (498.897)        | 2:15:53           | 136.874                  |
| 2020              | 29 de agosto      | Scott Dixon        | Chip Ganassi Racing            | Dallara           | Honda             | 200                  | 250 (402.336)        | 1:44:30           | 143.522                  |
| 2020              | 30 de agosto      | Josef Newgarden    | Team Penske                    | Dallara           | Chevrolet         | 200                  | 250 (402.336)        | 1:32:15           | 162.594                  |
| 2021              | 21 de agosto      | Josef Newgarden    | Team Penske                    | Dallara           | Chevrolet         | 260                  | 325 (522.6)          | 2:24:10           | 135.245                  |
| 2022              | 20 de agosto      | Josef Newgarden    | Team Penske                    | Dallara           | Chevrolet         | 260                  | 325 (522.6)          | 2:10:40           | 149.231                  |
| Fuente:           |                   |                    |                                |                   |                   |                      |                      |                   |                          |